# Шарль Ванель
Шарль Ване́ль, Шарль-Марі Ванель (англ. Charles Vanel; 21 серпня 1892, Ренн — 14 квітня 1989, Канни) — французький актор та кінорежисер.

## Біографія
Шарль-Марі Ванель народився у Бретані на півночі Франції. У 1904 році разом з сім'єю переїхав до Парижа, де його батьки мали власну крамницю. У підлітковому віці змінив безліч навчальних закладів, з яких його виключали. Хотів служити на флоті, але цьому завадив його поганий зір. У 1908 році дебютував на паризькій сцені в «Гамлеті», у 1910 році — в кіно, знявшись у стрічці «Джим Кроу» режисера Робера Пегі.
Брав участь у військових діях Першої світової війни, продовжуючи їздити в окремі театральні гастролі, зокрема, з Люсьєном Гітрі. Після війни працював у Театрі Антуан в Парижі, однак згодом повністю присвятив себе кіно.
У 1929 році дебютував як режисер німого фільму «В ночі».
Після 1948 року багато знімався в Італії. У 1956 році знявся у Луїса Бунюеля в драмі «Смерть у цьому саду» з Симоною Синьйоре, Жоржем Маршалем та Мішелем Пікколі.
За 77 років своєї кар'єри Шарль Ванель знявся у понад 200 фільмах. Найвідоміші його ролі — у фільмах Анрі-Жоржа Клузо («Плата за страх», 1953, «Відьми», 1955) та Альфреда Гічкока («Спіймати злодія», 1955).
Помер Шарль Ванель 14 квітня 1989-го у віці 96-ти років. Його прах був частково розвіяно над Середземним морем біля берегів міста Ментон (Лазуровий берег Франції), а інша частина була похована на кладовищі містечка Мужен (департамент Приморські Альпи).

## Вибіркова фільмографія
Актор
- 1920 — Мярка ведмежатниця / Miarka, la fille à l'ourse — Маріо
- 1929 — Ватерлоо / Waterloo — Наполеон
- 1929 — В ночі / Dans la nuit — робітник
- 1932 — Справу закрито / Affaire classée — торговець
- 1932 — Дерев'яні хрести / Les croix de bois — капрал Бреваль
- 1934 — Знедолені / Les Misérables — інспектор Жавер
- 1934 — Велика гра / Le Grand Jeu — мосьє Клеман
- 1935 — Екіпаж / L'équipage — лейтенант Морі
- 1936 — Славна компанія / La Belle Équipe — Шарль Бійо-ді-Шарло
- 1953 — Плата за страх / Le Salaire de la peur — Джо
- 1954 — Справа Мауріціуса / L'affaire Maurizius — Вольф Андергас
- 1955 — Відьми / Les Diaboliques — Альфред Фіше
- 1955 — Спіймати злодія / To Catch a Thief — Бертані
- 1956 — Смерть у цьому саду / La Mort en ce jardin — Кастен
- 1956 — Сир-бор / Le feu aux poudres — Альбатрас
- 1960 — Істина / La Vérité — метр Герен
- 1963 — Старший Фершо / L'Aîné des Ferchaux — Дьєдонне Фершо
- 1967 — Одна людина зайва / Un homme de trop — Пассавен
- 1975 — Сім смертей за рецептом / Sept morts sur ordonnance — професор Брезе
- 1976 — Ясновельможні трупи / Cadaveri eccellenti — прокурор Варга
- 1976 — Повернення бумеранга / Comme un boomerang — Жан Рітте
- 1977 — Аліса, або Остання втеча / Alice ou la Dernière Fugue — Анрі Вержен
- 1981 — Три брати / Tre fratelli — Донато Джурана, батько

Режисер
- 1929 — В ночі / Dans la nuit
- 1932 — Справу закрито / Affaire classée

## Визнання
| Нагорода                                   | Рік  | Категорія                     | Робота            | Результат |
| ------------------------------------------ | ---- | ----------------------------- | ----------------- | --------- |
| Каннський кінофестиваль                    | 1953 | Найкраща чоловіча роль        | Плата за страх    | Перемога  |
| Міжнародний кінофестиваль у Карлових Варах | 1954 | Найкращий актор               | Справа Мауріціуса | Перемога  |
| Кінофестиваль в Сан-Себастьяні             | 1957 | Найкращий актор               | Сир-бор           | Перемога  |
| Премія «Сезар»                             | 1979 | Почесний «Сезар»              | Почесний «Сезар»  | Перемога  |
| Давид ді Донателло                         | 1981 | Найкращий актор другого плану | Три брати         | Перемога  |